# Лука Пачоли
Лука Пачоли (итал. Luca Pacioli; око 1447 — 19. јун 1517) био је италијански математичар и сарадник Леонарда да Винчија. Сматра се оцем рачуноводства. У свом делу Summa de arithmetica је детаљно објаснио појам двојног књиговодства.